# Bahnhof Dortmund-Huckarde Nord
Der Dortmund-Huckarde Nord ist ein Haltepunkt und ehemaliger Bahnhof im Dortmunder Stadtteil Huckarde.

## Geschichte
Der Bahnhof liegt an der Emschertalbahn und hat heute nur ein Bahnsteiggleis. Nachdem die Emschertalbahn zunächst nur für den Kohletransport zum Duisburger Hafen genutzt worden war, fand ab 1874 auch Personenverkehr statt und im Vorort Huckarde wurde 1879 ein Haltepunkt eingerichtet. 1908 wurde der Bahnhof mit einem repräsentativen Empfangsgebäude versehen. Das Gebäude gehört zusammen mit dem Bahnhof Dortmund-Kurl zu den beiden letzten Bahnhofsbauwerken aus der Zeit vor dem Ersten Weltkrieg, die auf Dortmunder Stadtgebiet erhalten sind. 
Da hier bis 1990 bzw. 2003 eine Strecke zum Dortmunder Güterbahnhof abzweigte, war die Bedeutung des Bahnhofes ehemals größer, auch waren mehr Gleise vorhanden. 
Der Bahnhof Dortmund-Huckarde Nord wird heute weiterhin als Haltepunkt der Emschertalbahn genutzt. Im Empfangsgebäude befindet sich eine Gaststätte.
Der Bahnhof ist als Baudenkmal in die Denkmalliste der Stadt Dortmund eingetragen und Teil der Route der Industriekultur.

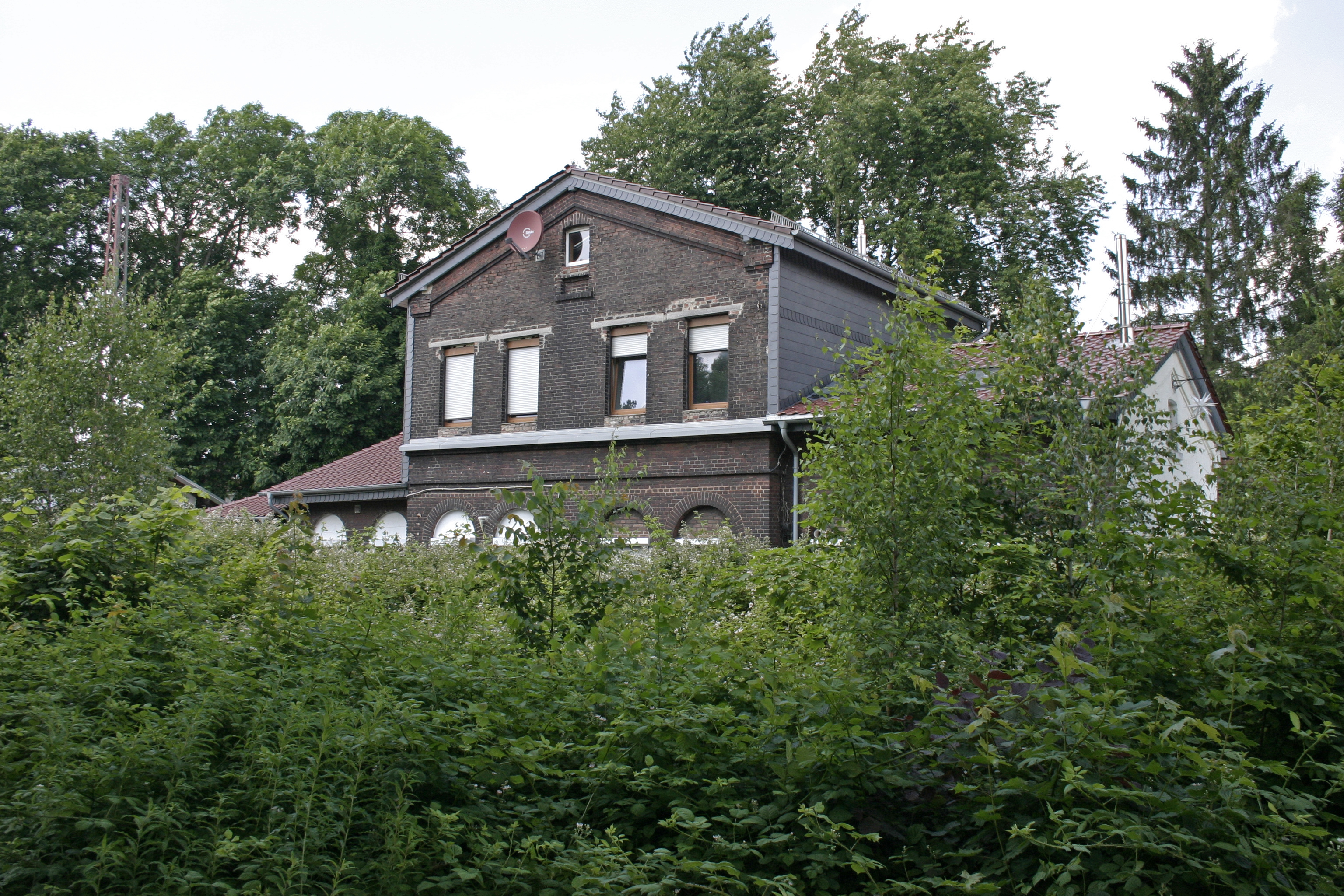
Erstes Empfangsgebäude von 1879, 2024
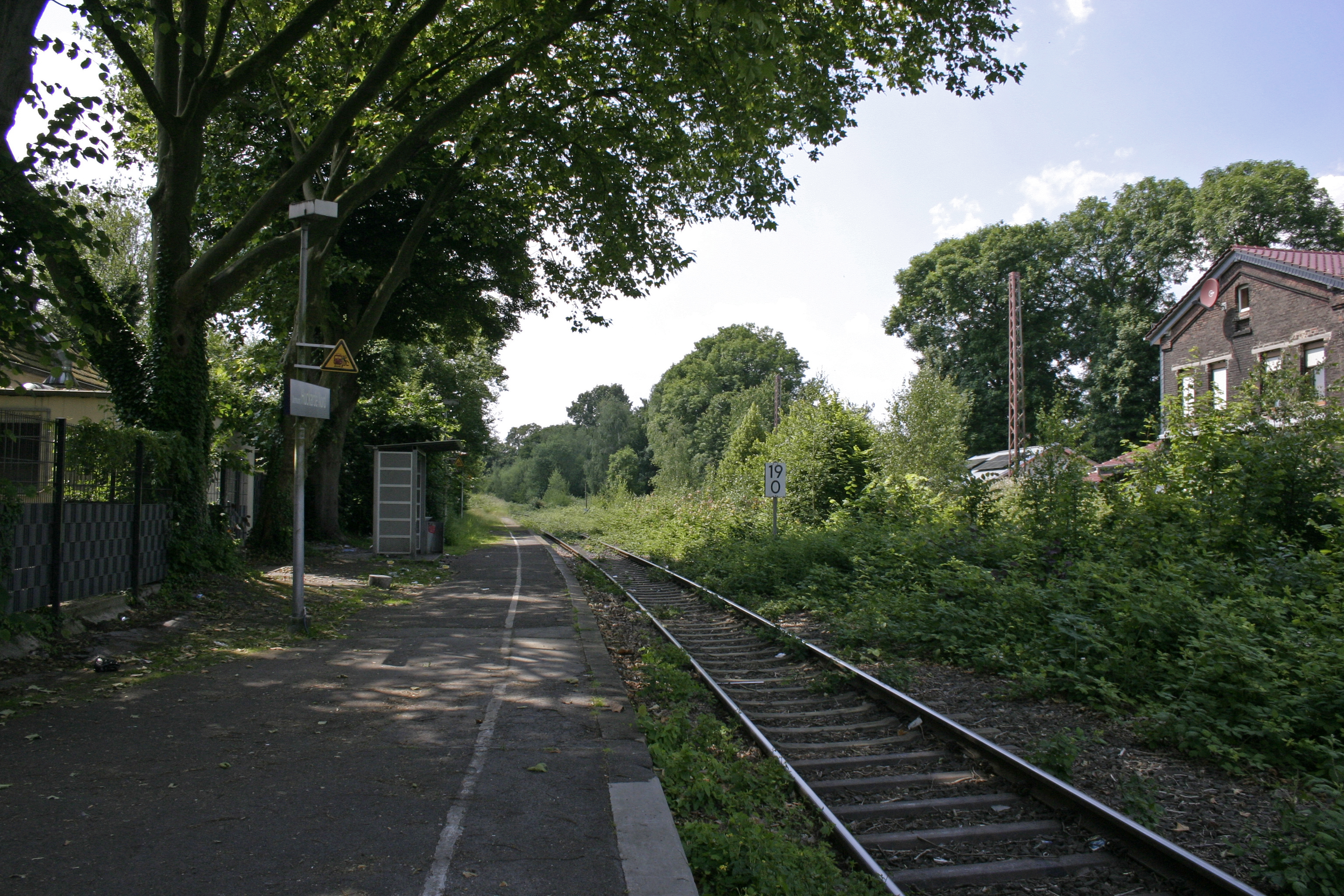
Bahnsteig, 2024

## Bedienung
| Linie | Verlauf | Takt   |
| ----- | --- | ------ |
| RB 43 | Emschertal-Bahn: Dorsten – Feldhausen – Gladbeck-Zweckel – Gladbeck Ost – Gelsenkirchen-Buer Süd – Gelsenkirchen Zoo – Wanne-Eickel Hbf – Herne – Herne-Börnig – Castrop-Rauxel Süd – Castrop-Rauxel-Merklinde – Dortmund-Bövinghausen – Dortmund-Lütgendortmund Nord – Dortmund-Marten – Dortmund-Rahm – Dortmund-Huckarde Nord – Dortmund Hbf Stand: Fahrplanwechsel Dezember 2021 | 60 min |

In fußläufiger Distanz zum Bahnhof Dortmund Huckarde Nord befindet sich die Stadtbahn-Haltestelle Huckarde Bushof, wo einerseits eine Verknüpfung zur Linie U47, andererseits diversen Buslinien der DSW21 besteht.
| Linie | Verlauf | Takt   |
| ----- | --- | ------ |
|       | DO-Westerfilde – Obernette – Buschstraße – Parsevalstraße – Huckarde Bushof – Huckarde Abzweig – Insterburger Straße – Hafen – U Schützenstraße – U Leopoldstraße – U Dortmund Hbf – U Kampstraße – U Stadtgarten – U DO-Stadthaus – U Markgrafenstraße – U Märkische Straße – Kohlgartenstraße – Voßkuhle – Lübkestraße – Max-Eyth-Straße – Stadtkrone Ost – Hauptfriedhof – Allerstraße/Westfälische Klinik für Psychiatrie – Westendorfstraße – Schürbankstraße – DO-Aplerbeck Diese Linie verkehrt auf der Stammstrecke I | 10 min |

## Besonderes
Dortmund-Huckarde verfügt seit Eröffnung der S-Bahnlinie S2 im Jahr 1991 auf der bis dahin für den Personenverkehr ausgebauten Westfälischen Emschertalbahn auch über einen Haltepunkt Dortmund-Huckarde, welcher durch seine Entfernung zum Stadtteilzentrum und der Anbindung an nur zwei Buslinien eine im Vergleich zum Haltepunkt Huckarde Nord ungünstigere Lage hat. Auf dem Gebiet des Stadtbezirks Huckarde liegt weiterhin der Haltepunkt Dortmund-Rahm (RB43), die Haltepunkte Dortmund-Marten (RB43) und Dortmund-Wischlingen (S2) liegen unmittelbar an der Stadtbezirksgrenze.
An der heutigen Strecke der S2 lag früher weiterhin der Bahnhof Dortmund-Huckarde Süd (ehemals Huckarde WfE), welcher etwas südlicher als der heutige S-Bahn-Halt lag. Dieser wurde jedoch nie von der S-Bahn bedient.